# François III d'Aubusson
Pour les autres membres de la famille, voir Famille d'Aubusson.
François III d'Aubusson, comte puis duc de La Feuillade né le 21 avril 1631 à Courpalay  et mort le 19 septembre 1691 était maréchal de France sous Louis XIV. En 1667, il est duc de Roannez (par lettres royales et du chef de sa femme ; dit aussi duc de La Feuillade, du nom d'une terre des d'Aubusson sise à Faux). Il sera également gouverneur du Dauphiné.

## Biographie

### Jeunesse
Né le 21 avril 1631 à Courpalay  François est issu de la Famille d'Aubusson, en Limousin. Bien que courageux soldat, il est un courtisan de la plus rare platitude à la Cour de Versailles. 
Tenant en gage la châtellenie royale de Crozet depuis 1657, il épouse Charlotte de Roannez, issue de la famille Gouffier et héritière à ce titre du Roannais, le 9 avril 1667. Il ne tarde pas à obtenir de Louis XIV l'érection de ses terres en duché, puis en duché-pairie du Roannais (dit aussi de La Feuillade) (par lettres royales non enregistrées alors, de même que les deux érections précédentes de ce duché-pairie éteint en 1725 ; l'enregistrement ne vint que pour son fils Louis en novembre 1716).

### Le maréchal
Il dirige l'expédition de Sicile.

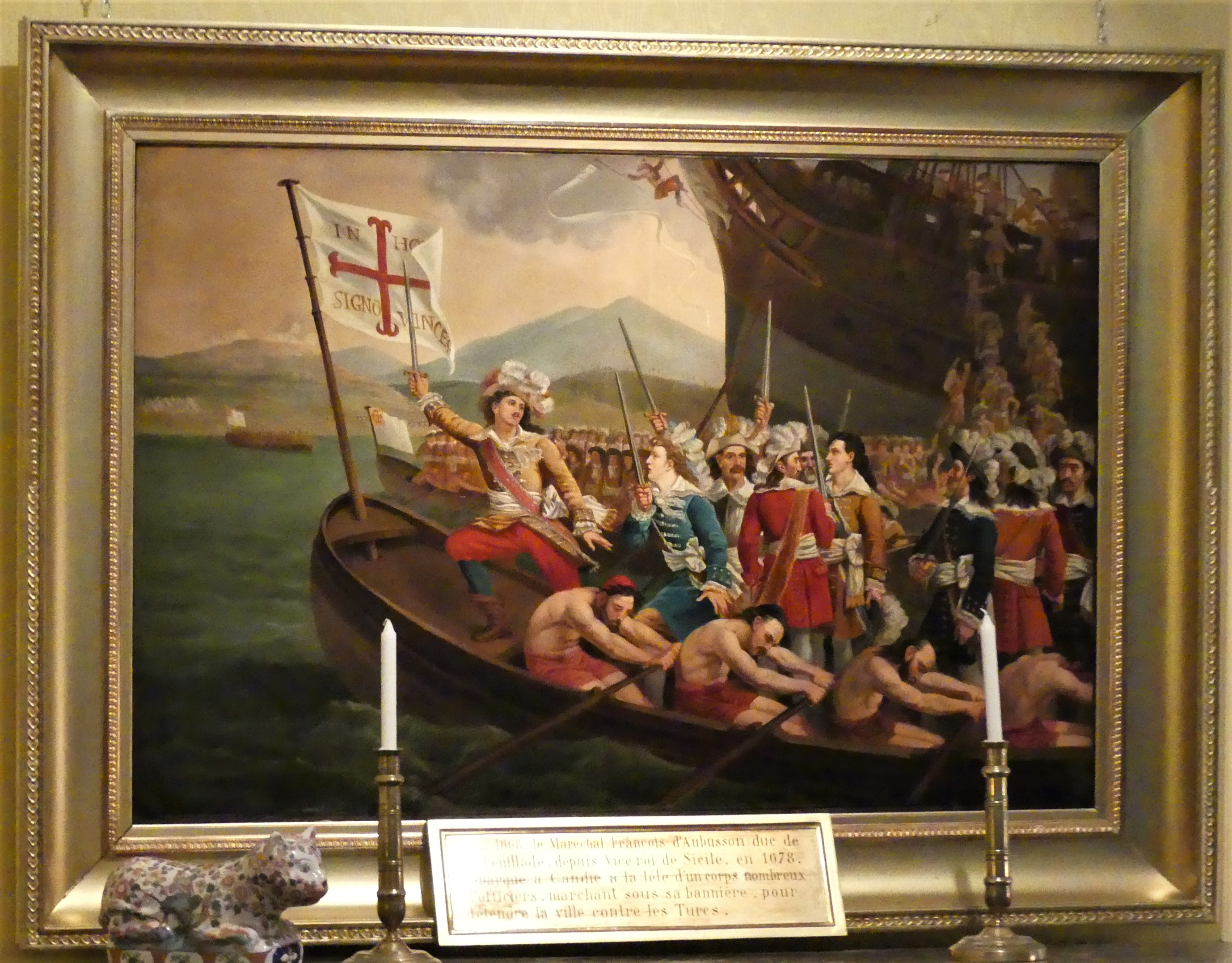
Le débarquement de 1668 à Candie.

En 1668, il obtient le transfert à Roanne de la justice des châtellenies du Crozet, Saint-Maurice, Saint-Haon et Cervières. Devenu maréchal de France, en 1675, il achète par voie d'engagement au roi ces châtellenies, réunissant ainsi les deux co-seigneuries de Saint-Haon.
La Feuillade fait dessiner par Jules Hardouin-Mansart la place des Victoires à Paris pour célébrer la paix de Nimègue. Il est aussi l'homme qui a élevé à ses frais la statue en pied de Louis XIV. D'abord de marbre blanc, œuvre de Desjardins, le roi était représenté vêtu en empereur romain. Haute de 3,30 m, cette statue devait reposer sur un piédestal de 7 mètres de haut, orné à ses quatre angles d'un esclave enchaîné. Louis XIV découvrit le modèle le 6 décembre 1681 et s'en montra fort satisfait. La Feuillade le fut moins et fit exécuter une autre statue, celle-là en bronze doré, et c'est pour l'ériger dans un bel endroit qu'il créa la place des Victoires, inaugurée le 26 mars 1686.
Plus tard, il reprendra à son compte le projet de Jacques Cœur de rendre la Loire navigable en amont de Roanne. Mais cette initiative provoque, en 1706, une inondation mortelle dans toute la plaine de Roanne et le discrédite totalement à Versailles. En effet, bien que très peu peuplée, Roanne était situé sur le Grand Chemin royal de Paris à Lyon et un tel événement fut connu de toute la cour. Il meurt en 1691 et est inhumé dans le cimetière Saint-Eustache à Paris. En 1787, ses ossements sont transférés aux catacombes de Paris.

## Sa famille
- Il épousa en 1667 Charlotte de Roannez (1632-1683), duchesse de Roannez[4], religieuse de Port-Royal, sœur d'Artus de Roannez et amie de Blaise Pascal.
- Son frère Georges d'Aubusson de La Feuillade, prince-évêque de Metz, diplomate français (1609-1697), ambassadeur à Madrid et à Venise.
- Son fils Louis (1673-1725), maréchal de France, duc et pair de Roannez et de La Feuillade, gendre du ministre Chamillart, fut battu devant Turin pendant la guerre de Succession d'Espagne (1706).

## Vu par Saint-Simon
De l'esprit, une grande valeur, une plus grande audace, une pointe de folie gouvernée toutefois par l'ambition, et la probité et son contraire fort à la rnain, avec une flatterie et une bassesse insignes pour le roi, firent sa fortune et le rendirent un personnage à la cour, craint des ministres et surtout aux couteaux continuels avec M. de Louvois. Il se distingua toujours par son assiduité et sa magnificence. Il a renouvelé les anciennes apothéoses fort au-delà de ce que la religion chrétienne pouvoit souffrir; mais il n'attendit pas que le roi fût mort pour faire la sienne, dont il n'auroit pas recueilli le fruit. Il poussa la servitude jusqu'à monter une fois derrière le carrosse du roi, pour le suivre où il avoit été refusé d’aller, et cela lui réussit à merveille. [...]

## Armoiries
| Figure | Blasonnement                       |
|        | D'or à la croix ancrée de gueules. |